# Orosz Gábor (neveléstörténész)
Orosz Gábor (Cegléd, 1939. november 16. − 2023. október 22.) Kiss Árpád-díjas neveléstörténész, a Kossuth Lajos Tudományegyetem tanszékvezető egyetemi docense.

## Pályafutása
Az egri Gárdonyi Géza Tanítóképzőben 1958-ban szerzett tanítói végzettséget. Ezután a gyöngyöspatai általános iskolában kezdett dolgozni. 1959 és 1964 között a debreceni Kossuth Lajos Tudományegyetem történelem−pedagógia−népművelés szakán tanult.
Tanári diplomájának megszerzése után 1964-től Nyíregyházán a Felsőfokú Tanítóképzőn, majd több intézmény összevonása után a Bessenyei György Tanárképző Főiskola neveléstudományi tanszékén tanított, ahol tanszékvezető főiskolai tanár lett. Innen a debreceni Kossuth Lajos Tudományegyetemre került.
1986-1989 között ismét a nyíregyházi főiskolán dolgozott, immár főigazgató-helyettesi minőségben. Ezután nyugdíjazásáig a KLTE neveléstudományi tanszékén volt docens. 1992-1995 között tanszékvezető volt.
Pedagógusképző munkája mellett a Magyar Tudományos Akadémia pedagógiai szakbizottságaiban is dolgozott.
Kutatóként elsősorban a 20. század magyarországi neveléstörténete érdekelte. Foglalkozott Prohászka Lajos munkásságával, kiadta számos előadását.
Nyugdíjasként a Magyar Elektronikus Könyvtár és a magyar Wikipédia oldalait gazdagította munkásságával.

## Családja
Feleségét, Deák Juditot Nyíregyházán a közös munka során ismerte meg, és 1965-ben házasodtak össze. Két gyermekük született, Gábor és Zsófia.